# Tournoi de tennis de Barletta
L'Open Citta' della Disfida est un tournoi international de tennis masculin du circuit professionnel Challenger. Il a lieu tous les ans au mois d'avril à Barletta, en Italie. Il a été créé en 1997 et se joue sur terre battue en extérieur. Après une interruption de 3 ans entre 2013 et 2015, le tournoi est réinscrit au calendrier en 2016.
Des joueurs célèbres, tels Rafael Nadal (en 2003) et Richard Gasquet (en 2005), ont remporté ce tournoi au début de leur carrière.

## Palmarès messieurs

### Simple
| Année     | Vainqueur                              | Finaliste                              | Score                                  |
| --------- | -------------------------------------- | -------------------------------------- | -------------------------------------- |
| 1997      | Carlos Costa                           | Davide Sanguinetti                     | 6-3, 6-2                               |
| 1998      | Francisco Cabello                      | Salvador Navarro                       | 6-4, 6-4                               |
| 1999      | Jacobo Díaz                            | Guillermo Cañas                        | 6-7, 6-0, 6-3                          |
| 2000      | Germán Puentes                         | Tommy Robredo                          | 6-4, 7-63                              |
| 2001      | Félix Mantilla                         | Markus Hipfl                           | 6-3, 1-0 ab.                           |
| 2002      | Sergi Bruguera                         | Renzo Furlan                           | 3-6, 7-65, 7-65                        |
| 2003      | Rafael Nadal                           | Albert Portas                          | 6-2, 7-62                              |
| 2004      | Nicolás Almagro                        | Tomas Behrend                          | 7-5, 6-2                               |
| 2005      | Richard Gasquet                        | Alessio Di Mauro                       | 6-3, 7-66                              |
| 2006      | Jan Hájek                              | Stefano Galvani                        | 6-2, 6-1                               |
| 2007      | Carlos Berlocq                         | Werner Eschauer                        | 3-6, 7-67, 2-0 ab.                     |
| 2008      | Mikhail Kukushkin                      | Boris Pašanski                         | 6-3, 6-4                               |
| 2009      | Ivo Minář                              | Santiago Ventura                       | 6-4, 6-3                               |
| 2010      | Pere Riba                              | Steve Darcis                           | 6-3, ab.                               |
| 2011      | Aljaž Bedene                           | Filippo Volandri                       | 7-5, 6-3                               |
| 2012      | Aljaž Bedene                           | Potito Starace                         | 6-2, 6-0                               |
| 2013-2015 | Non joué                               | Non joué                               | Non joué                               |
| 2016      | Elias Ymer                             | Adam Pavlásek                          | 7-5, 6-4                               |
| 2017      | Aljaž Bedene                           | Gastão Elias                           | 7-64, 6-3                              |
| 2018      | Marco Trungelliti                      | Simone Bolelli                         | 2-6, 7-64, 6-4                         |
| 2019      | Gianluca Mager                         | Nikola Milojević                       | 7-67, 5-7, 3-2 ab.                     |
| 2020      | Édition annulée (pandémie de Covid-19) | Édition annulée (pandémie de Covid-19) | Édition annulée (pandémie de Covid-19) |
| 2021      | Giulio Zeppieri                        | Flavio Cobolli                         | 6-1, 3-6, 6-3                          |

### Double
| Année     | Vainqueurs                             | Finalistes                           | Score             |
| --------- | -------------------------------------- | ------------------------------------ | ----------------- |
| 1997      | Nuno Marques Tom Vanhoudt              | Alberto Martín Albert Portas         | 6-3, 6-4          |
| 1998      | Joan Balcells Juan Ignacio Carrasco    | Thomas Strengberger Dušan Vemić      | 7-64, 6-3         |
| 1999      | Guillermo Cañas Javier Sánchez         | Gastón Gaudio Hernán Gumy            | 4-6, 6-2, 6-2     |
| 2000      | Petr Kovačka Pavel Kudrnáč             | Dinu Pescariu Vincenzo Santopadre    | 64-7, 6-2, 6-0    |
| 2001      | Germán Puentes Jairo Velasco Jr.       | Tomas Behrend Mikhail Youzhny        | 6-1, 1-0 ab.      |
| 2002      | Massimo Bertolini Cristian Brandi      | Renzo Furlan Uros Vico               | 4-6, 6-3, 7-64    |
| 2003      | Sebastián Prieto Sergio Roitman        | Massimo Bertolini Giorgio Galimberti | 6-3, 3-6, 6-3     |
| 2004      | Marc López Fernando Vicente            | Jaroslav Levinský David Škoch        | 7-66, 4-6, 6-4    |
| 2005      | Tom Vanhoudt Kristof Vliegen           | Lukáš Dlouhý Yuri Schukin            | 6-4, 5-7, 7-5     |
| 2006      | Santiago Ventura Fernando Vicente      | Flavio Cipolla Alessandro Motti      | 7-62, 4-6, [10-8] |
| 2007      | David Marrero Albert Portas            | Alessandro Motti Simone Vagnozzi     | 6-4, 6-4          |
| 2008      | Flavio Cipolla Marcel Granollers       | Oliver Marach Michal Mertiňák        | 6-3, 2-6, [11-9]  |
| 2009      | Rubén Ramírez Hidalgo Santiago Ventura | Pablo Cuevas Luis Horna              | 7-61, 6-2         |
| 2010      | David Marrero Santiago Ventura         | Ilija Bozoljac Daniele Bracciali     | 6-3, 6-3          |
| 2011      | Lukáš Rosol Igor Zelenay               | Martin Fischer Andreas Haider-Maurer | 6-3, 6-2          |
| 2012      | Johan Brunström Dick Norman            | Jonathan Marray Igor Zelenay         | 6-4, 7-5          |
| 2013-2015 | Non joué                               | Non joué                             | Non joué          |
| 2016      | Johan Brunström Andreas Siljeström     | Flavio Cipolla Rogério Dutra Silva   | 0-6, 6-4, [10-8]  |
| 2017      | Marco Cecchinato Matteo Donati         | Marin Draganja Tomislav Draganja     | 6-3, 6-4          |
| 2018      | Denys Molchanov Igor Zelenay           | Ariel Behar Máximo González          | 6-1, 6-2          |
| 2019      | Denys Molchanov Igor Zelenay           | Tomislav Brkić Tomislav Draganja     | 7-61, 6-4         |
| 2020      | Édition annulée                        | Édition annulée                      | Édition annulée   |
| 2021      | Marco Bortolotti Cristian Rodríguez    | Gijs Brouwer Jelle Sels              | 6-2, 6-4          |